# Sibirskij (Chanty-Mansyjski Okręg Autonomiczny)
Sibirskij (ros. Сибирский) – osiedle w Rosji, w Chanty-Mansyjskim Okręgu Autonomicznym, w rejonie chanty-mansyjskim. W 2010 liczyło 745 mieszkańców.